# Ochódno
Ochódno (deutsch Achodden, 1938 bis 1945 Neuvölklingen (Ostpr.)) ist ein kleines Dorf in der polnischen Woiwodschaft Ermland-Masuren und gehört zur Gmina Szczytno (Ortelsburg) im Powiat Szczycieński (Kreis Ortelsburg).

## Geographische Lage
Ochódno liegt in der südlichen Mitte der Woiwodschaft Ermland-Masuren, sieben Kilometer nordöstlich der Kreisstadt Szczytno (deutsch Ortelsburg).

## Geschichte
Die Gründung des um 1785 Achuden genannten Dorfes geschah durch den Ortelsburger Pfleger Konrad Stauchwitz. In der Gründungsurkunde wurde 1483 dem Niklas Achusniczky „ein Gut Achuden...bei dem Waldpus-See“ (polnisch Wałpusz) übertragen. Weitere Ländereien überschrieb Herzog Albrecht 1532 in einer zweiten Handfeste an Nikolaus Mikulla. Im Zeitalter Friedrichs des Großen wurde für Achodden ein wirtschaftlicher Aufstieg festgestellt. Eine erneute wirtschaftliche Aufwärtsentwicklung erfolgte zu Beginn des 20. Jahrhunderts durch den Ausbau der Straße Ortelsburg–Alt Keykuth (heutige Landesstraße 58) und die Errichtung einer Bahnstation an der Bahnstrecke Rothfließ–Ortelsburg.

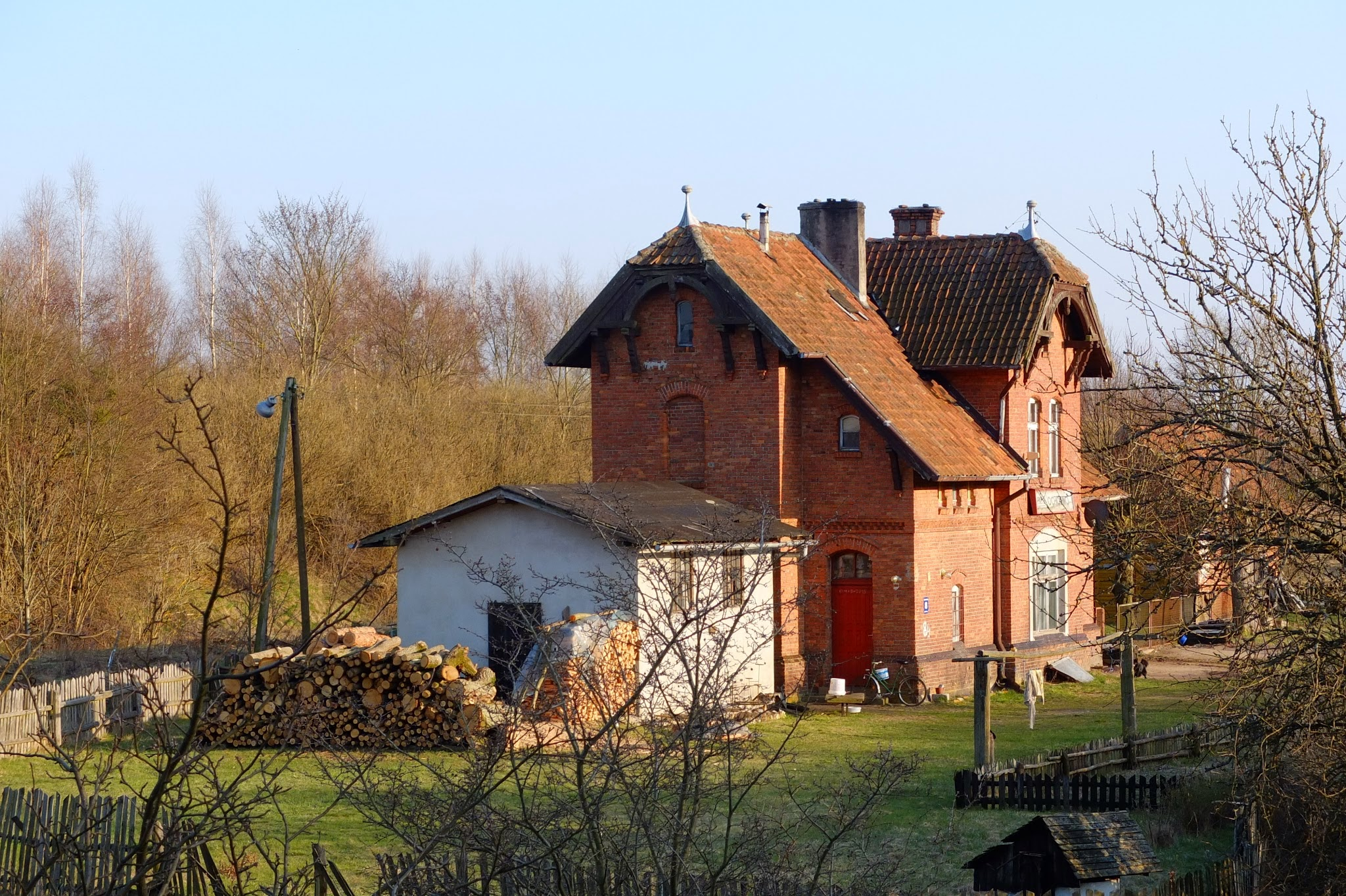
Das ehemalige Bahnhofsgebäude in Ochódno

Von 1874 bis 1945 war Achodden in den Amtsbezirk Schöndamerau (polnisch Trelkowo) eingegliedert, der zum Kreis Ortelsburg im Regierungsbezirk Königsberg (ab 1905: Regierungsbezirk Allenstein) in der preußischen Provinz Ostpreußen gehörte. Im Jahre 1910 zählte Achodden 94 Einwohner, im Jahre 1933 waren es 107.
Aufgrund der Bestimmungen des Versailler Vertrags stimmte die Bevölkerung im Abstimmungsgebiet Allenstein, zu dem Achodden gehörte, am 11. Juli 1920 über die weitere staatliche Zugehörigkeit zu Ostpreußen (und damit zu Deutschland) oder den Anschluss an Polen ab. In Achodden stimmten 76 Einwohner für den Verbleib bei Ostpreußen, auf Polen entfielen keine Stimmen.
Aus politisch-ideologischen Gründen der Abwehr fremdländisch klingender Ortsnamen wurde Achodden am 3. Juni – amtlich bestätigt am 16. Juli – 1938 in „Neuvölklingen (Ostpr.)“ umbenannt. Die Einwohnerzahl belief sich 1939 auf 96.
In Kriegsfolge kam das Dorf 1945 mit dem gesamten südlichen Ostpreußen zu Polen und erhielt die polnische Namensform „Ochódno“. Heute ist es eine Ortschaft innerhalb der Landgemeinde Szczytno (Ortelsburg) im Powiat Szczycieński (Kreis Ortelsburg), bis 1998 der Woiwodschaft Olsztyn, seither der Woiwodschaft Ermland-Masuren zugehörig.

## Kirche
Bis 1945 war Achodden resp. Neuvölklingen in die evangelische Kirche Ortelsburg in der Kirchenprovinz Ostpreußen der Kirche der Altpreußischen Union sowie in die römisch-katholische Kirche der Kreisstadt im damaligen Bistum Ermland eingepfarrt.
Zur evangelischen Pfarrkirche Szczytno, heute der Diözese Masuren in der Evangelisch-Augsburgischen Kirche in Polen zugeordnet, gehört Ochódno auch heute noch. Die nächste katholische Pfarrkirche ist heute die in Trelkowo (Groß Schöndamerau) im jetzigen Erzbistum Ermland.

## Schule
Achodden resp. Neuvölklingen verfügte über kein eigenes Schulgebäude. Die Kinder besuchten die Schule in Kaspersguth (polnisch Kaspry).

## Verkehr
Ochódno liegt günstig an der Landesstraße 58, die von Olsztynek (Hohenstein) durch die südliche Woiwodschaft Ermland-Masuren bis nach Szczuczyn in der Woiwodschaft Masowien führt. Eine Nebenstraße vom Nachbarort Kaspry (Kaspersguth) endet in Ochódno.
Im Jahre 1909 wurde Achodden Bahnstation an der neu errichteten Bahnstrecke Rothfließ–Bischofsburg–Ortelsburg. Bis zum Jahre 1992 wurde die Bahnstrecke befahren, dann jedoch geschlossen, und ab 2014 wurden die Bahnanlagen abgetragen.